# Nicola Vischi
Nicola Vischi, patrizio di Trani (Trani, 7 maggio 1849 – Napoli, 9 marzo 1914), è stato un avvocato e politico italiano.

## Biografia
Laureato a Napoli, dove ha esercitato la professione forense per tutta la vita, nipote del deputato Vincenzo Vischi, la sua vita politica si è svolta unicamente nei due rami del parlamento: eletto deputato per cinque legislature, interrompe la quinta per la nomina a senatore a vita. È stato il promotore della legge che ha reso festa nazionale l'anniversario della presa di Roma.